# Райкина, Полина Константиновна
Поли́на Константи́новна Ра́йкина (род. 30 марта 1988, Москва) — российская актриса театра и кино, доцент кафедры актерского мастерства и режиссуры Высшей школы сценических искусств.

## Биография
Полина Райкина родилась 30 марта 1988 года в актёрской семье Константина Райкина и Елены Бутенко-Райкиной. Внучка Аркадия Райкина.
В 1997—2004 годах участвовала в озвучивании мультфильма «Чуча» и его продолжений, а также фильма «Лунный папа».
Помимо работы в театре и кино, профессионально танцует. Участница шоу-балета «Тодес» под руководством Аллы Духовой (1999—2001) и московского эстрадного балета «Вива Дэнс» (2001—2003).
В 2003 году в 15 лет поступила (10й и 11й класс закончила экстерном)  и в 2007 году окончила Театральный институт имени Бориса Щукина (курс Павла Любимцева). После окончания училища в 2007—2011 годах была актрисой Театра имени Станиславского. С сентября 2011 года — актриса театра «Сатирикон». Кроме этого, участвовала в постановках театра «Театр.doc».
С 2013 года педагог по актёрскому мастерству в Высшей школе сценических искусств. Выпустила дипломные спектакли «Живой звук» и «Ящерица» (вместе с О. Тополянским), «Свои люди-сочтемся», «Научи меня любить».
Также преподаёт актёрское мастерство в Школе при Ансамбле танца И. Моисеева.
В 2017 году участвовала в записи аудио-спектакля «Дорога уходит в даль» по книге А. Бруштейн, исполнив сразу две роли, няни и гувернантки.

## Театральные работы

### Театральный институт имени Бориса Щукина
Дипломные спектакли:
- «Горе от ума» А. С. Грибоедов — Лиза, реж. М. Борисов
- «Зелёная птичка» К. Гоцци — Смеральдина, реж. Н. Шейко

### Московский драматический театр им. К. С. Станиславского
- «Евграф, искатель приключений» А. Файко — Тамара, реж. Т. Ахрамкова
- «Мужчина и женщины» А. Рейно-Фуртон — Белоснежка, реж. А. Офенгейм
- «Царевна-лягушка» Г. Соколова — Марфа, реж. А. Товстоногов, О. Великанова
- «Я пришёл» Н. Халезин — Дочь, реж. А. Галибин, Г. Катаев
- «Бабьи сплетни» К. Гольдони — Кеккина, реж. А. Галибин
- «7 дней до Потопа» Братья Пресняковы — жена Йона, реж. В. Петров

### Театр.doc
- «Я боюсь любви» Е. Исаева — 13 ролей, реж. Г. Катаев
- «Про меня и мою маму» Е. Исаева — Лена

### «Сатирикон»
- «Синее чудовище» К. Гоцци — Смеральдина
- «Тополя и ветер» Ж. Сиблерайс — Статуя, реж. К. Райкин
- «Доходное место» А. Островского — Юлинька, реж. К. Райкин
- «Чайка» А. П. Чехова — Ирина Николаевна Аркадина, реж. Ю. Бутусов
- «Маленькие трагедии Пушкина» А. С. Пушкина — Луиза, реж. В. Рыжаков
- «Ромео и Джульетта» У. Шекспира — хор, реж. К. Райкин
- «Однажды в деревне» (по пьесе Ю. Клавдиева, А. Москаленко «Карасёнок и Поросёнок») — Кошка, Цыплёнок, Девочка, реж. Е. Бутенко-Райкина
- «Закликухи» С. Свирко — Баба в чёрном, реж. С. Свирко
- «Отелло» У. Шекспира — реж. Ю. Бутусов
- «Game over» (по пьесе А. Арбузова «Жестокие игры») — Маша, реж. Е. Бутенко-Райкина
- «Однорукий из Спокана» М. МакДонаха — Мэрилин, реж. К. Райкин
- «Ваня и Соня и Маша и Гвоздь» — Кассандра, реж. К. Райкин
- «Это все она» — Мать, реж. Е. Бутенко-Райкина
- «Гроза» — Феклуша, реж. К. Райкин
- «Елизавета Бам» — Отец, реж. Г. Мнацаканов
- «Четыре тирана» — Марина, реж. К. Райкин
- "Как Фауст ослеп"- Ангел, реж. С. Тонышев

### Антреприза
- «Клоун и бандит» А. Галина — Наташа, реж. Р. Ибрагимов

### Фонд им. Станиславского
- «Вишнёвый сад» А. П. Чехова — Дуняша, реж. Э. Някрошюс

## Фильмография

### Художественные фильмы
| Год       |   | Название                                                       | Роль                                 |
| --------- | - | -------------------------------------------------------------- | ------------------------------------ |
| 2004      | ф | Самара-городок                                                 | эпизод                               |
| 2006      | ф | Он, она и я                                                    | Саша                                 |
| 2010      | ф | Мелодия любви (реж. Екатерина Двигубская)                      | дама в автомастерской                |
| 2010      | ф | Всё ради тебя (реж. Екатерина Двигубская)                      | секретарша Катя                      |
| 2010—2010 | с | Москва. Центральный округ – 3                                  | Маша                                 |
| 2011      | ф | Бездельники (реж. Андрей Зайцев)                               | Травкина                             |
| 2012      | ф | Белый мавр, или три истории о моих соседях (реж. Дмитрий Фикс) | Дуня                                 |
| 2012      | ф | Шпион                                                          | Зина                                 |
| 2013—2013 | с | Ночные ласточки                                                | Лидия Березовец                      |
| 2013      | ф | Сталинград                                                     | Наташка                              |
| 2014—2014 | с | Розыск-2 (реж. Рустам Мосафир)                                 | новая хозяйка квартиры               |
| 2015      | ф | Весеннее обострение (реж. Марина Мигунова)                     | Маша                                 |
| 2016—2016 | с | Физрук                                                         | Юля                                  |
| 2018      | ф | Человек, который удивил всех                                   | Марина                               |
| 2019—2019 | с | 90-е. Весело и громко                                          | Валентина, жена Птицына              |
| 2019—2021 | с | Дылды, Дылды-2                                                 | Юлия Сергеевна Басова, преподаватель |
| 2021      | ф | Чернобыль                                                      | Имя персонажа не указано             |
| 2022      | ф | Время года зима                                                | Тамара                               |

### Документальные фильмы
1. 2010 — Константин Райкин. Театр строгого режима

### Озвучивание
1. 2014 — «Орлеан», (гротескная комедия), реж. Андрей Прошкин, голос — Клиентка в парикмахерской
2. 1999 «Лунный папа» (драма) (Россия — Германия — Таджикистан — Австрия — Швейцария), реж. Бахтиер Худойназаров, Голос Хабибуллы

### Озвучивание мультфильмов
1. 1997—2004 — «Чуча» (мультфильм-трилогия) — Мальчик